# Emmanuelle Keita
Emmanuelle Keita, également connue sous le nom d’EK, née le 6 janvier 1987 à Abidjan, est une actrice, présentatrice de télévision, entrepreneure, influenceuse et écrivaine ivoirienne. Elle se fait connaître grâce à ses rôles dans les téléfilms et séries Class’A, Dr Boris avant de se reconvertir dans l’entrepreneuriat et la présentation télé. En 2023, elle a aussi fait ses débuts en tant qu’autrice avec la publication de son premier roman. Elle présente actuellement l’émission MOOD’E BY EK sur la Nouvelle Chaîne Ivoirienne (NCI).

## Biographie

### Jeunesse et formation
Emmanuelle Keïta naît à Abidjan et fréquente plusieurs établissements scolaires, notamment l'École Pilote, Tanon Namanko, le Groupe scolaire Mermoz, Lamartine et Blaise Pascal. Elle est titulaire d’un Bac+5 en ressources humaines. 
Elle occupe le poste de responsable des ressources humaines pour Yves Saint-Laurent et Chanel.
Pendant deux ans, elle est rédactrice et chroniqueuse pour le journal people ivoirien Life Magazine dans la rubrique Confidences. 

## Carrière

### Artistique
Emmanuelle Keïta commence sa carrière à la télévision ivoirienne avec les séries « Classe A », (2005) et « Dr Boris » en (2008). Elle apparaît également dans le « Gohou Show » et « Vendeur d’illusion ».
Elle interrompt sa carrière d’actrice pour se consacrer à sa vie familiale, arrêtant temporairement toute activité artistique. Cette pause est une transition vers ses activités entrepreneuriales.

### Entrepreneuriat
Après sa pause dans le cinéma, Emmanuelle Keïta développe plusieurs projets entrepreneuriaux. Elle fonde EK Empire et The Corsetery. Elle utilise les réseaux sociaux pour promouvoir ses activités, développant ainsi sa notoriété et son audience avant de revenir à la télévision.

### Retour à la télévision
Elle est animatrice TV sur Vox Africa. Depuis  2023, Emmanuelle Keïta rejoint La Nouvelle Chaîne Ivoirienne (NCI) pour animer l’émission « MOOD’E BY EK », qui traite de la mode, du lifestyle et du développement personnel. 

### Activité littéraire
En 2023, Emmanuelle Keïta publie son premier roman intitulé « Silence, Mise à nu », aux Éditions L’Harmattan.

## Filmographie
- 2005 : Classe A, série télévisée
- 2008 : Dr Boris, série télévisée[10]
- Gohou Show, série télévisée
- Vendeur d’illusion, téléfilm

## Distinctions
- Personnalité la plus influente, Africa Talents Awards, 2020
- Personnalité la plus stylée, Global Fashion Award (Ghana), 2020
- Prix de distinction du mérite, Eucher TV (Togo)

## Vie personnelle
Emmanuelle Keïta a été mariée au footballeur international ivoirien Kafoumba Coulibaly, avec qui elle a eu deux enfants. Ils divorcent en 2013. Elle est mère de quatre enfants et réside entre la Côte d’Ivoire et la France. 
En 2021, elle reçoit une demande en mariage de Peter 007, ancien garde du corps de l’ancien président Laurent Gbagbo.